# 56 Geminorum
56 Geminorum är en misstänkt variabel i stjärnbilden Tvillingarna.
56 Geminorum har visuell magnitud +5,09 och varierar med amplituden 0,06 magnituder utan någon fastställd periodicitet. Den befinner sig på ett avstånd av ungefär 445 ljusår.